# 埃特赖 (默兹省)
埃特赖（法語：Étraye，法語發音：[etʁɛ]）是法国默兹省的一个市镇，属于凡尔登区。

## 地理
埃特赖（49°19'59"N, 5°22'16"E）面积7.99 平方千米，位于法国大東部大區默兹省，该省份为法国西北部内陆省份，北与比利时接壤，西接马恩省和阿登省，南至上马恩省和孚日省，东临默尔特-摩泽尔省。
与埃特赖接壤的市镇（或旧市镇、城区）包括：瓦夫里尔、孔桑瓦、当维莱、雷维尔欧布瓦。

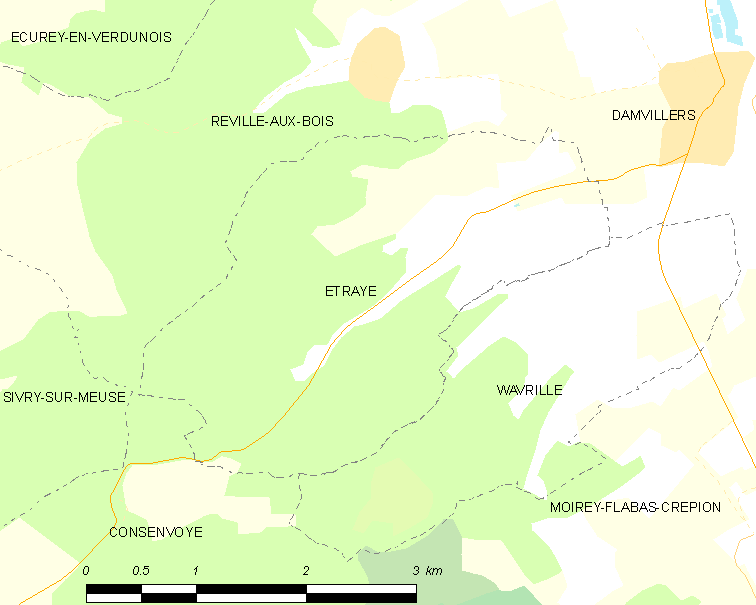
的OSM定位图

埃特赖的时区为UTC+01:00、UTC+02:00（夏令时）。

## 行政
埃特赖的邮政编码为55150，INSEE市镇编码为55183。

## 政治
埃特赖所属的省级选区为蒙梅迪县。

## 人口

1962-2008年间人口变化图示

埃特赖于2022年1月1日时的人口数量为37人。